# Tribunal de Contas do Estado de Mato Grosso do Sul
O Tribunal de Contas do Estado de Mato Grosso do Sul é um órgão público de fiscalização contábil, financeira e orçamentária, ou seja, do Controle Externo das Contas Públicas no âmbito do Estado de Mato Grosso do Sul.

## Função
Cabe ao Tribunal de Contas do Estado fiscalizar as contas do governo estadual, empresas que tenham capital estatal estadual, fundações ou autarquias do estaduais e entidades ou município que receber recursos do Estado por meio de parcerias ou convênios. Também fiscalizará e punirá as autoridades competentes por irregularidades que onerem o poder público estadual.

## Composição
Atualmente, o Conselho Deliberativo do TCE-MS é composto pelos seguintes conselheiros: 
- Iran Coelho das Neves (Presidente)
- Flávio Kayatt (Vice-Presidente)
- Ronaldo Chadid (Corregedor-Geral)
- Osmar Jeronymo (Ouvidor)

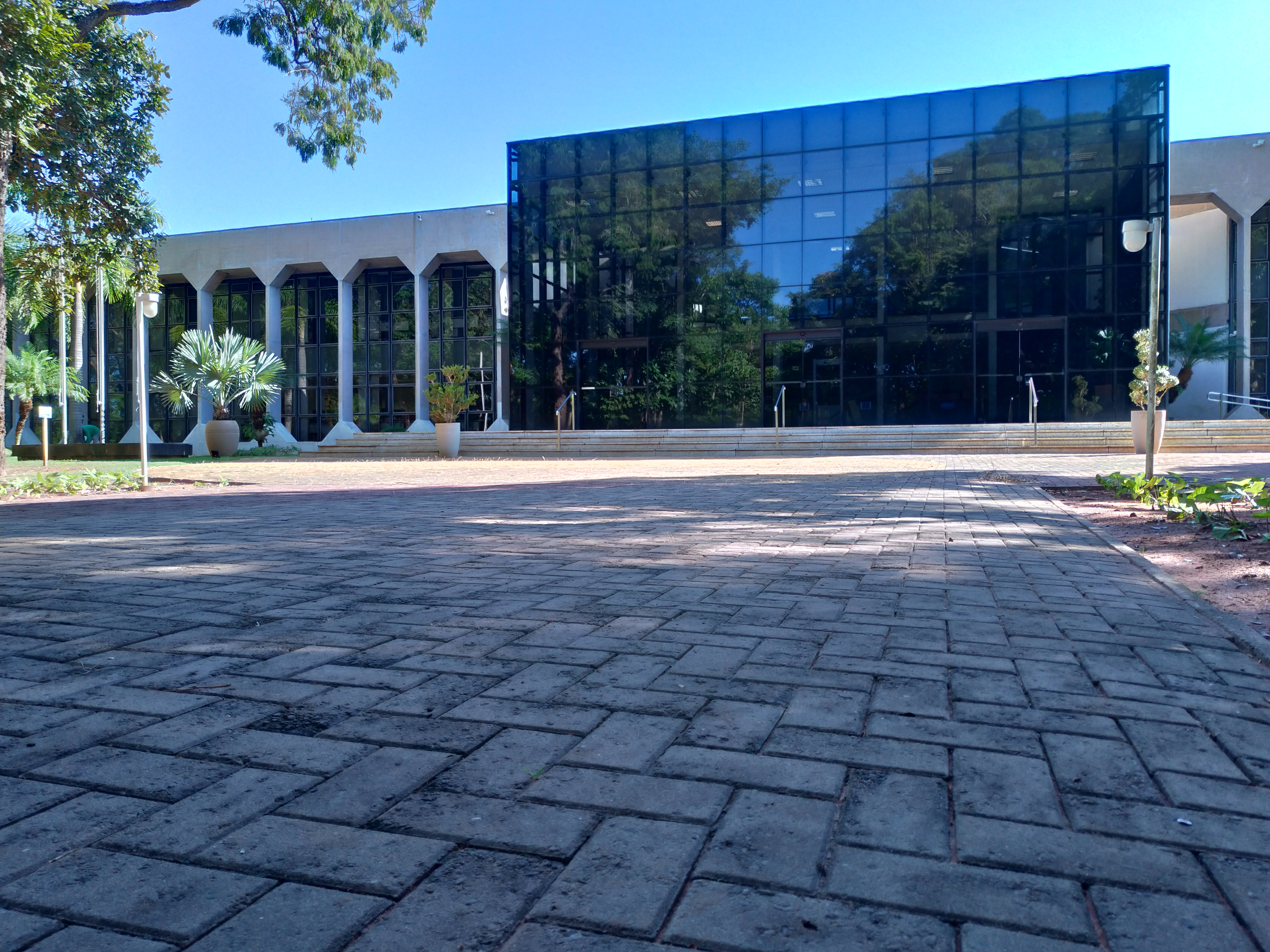

- Waldir Neves Barbosa (Diretor-Geral da Escola Superior de Controle Externo - ESCOEX)
- Jerson Domingos
- Márcio Monteiro

## História
O Tribunal de Contas de Mato Grosso do Sul (TCE-MS) começou seus trabalhos em 24 de março de 1980, quando o governador Marcelo Miranda Soares nomeou os sete primeiros conselheiros do Estado, sob o ato publicado no Diário Oficial do Estado.